# 高雄捷運紅線工殤紀念碑
22°36′25″N 120°18′28″E / 22.606937°N 120.307695°E
高雄捷運紅線工殤紀念碑，位於臺灣高雄市前鎮區獅甲站、勞工公園旁，2008年立以紀念建造高雄捷運紅線時殉職的7名勞工。

## 立碑原因

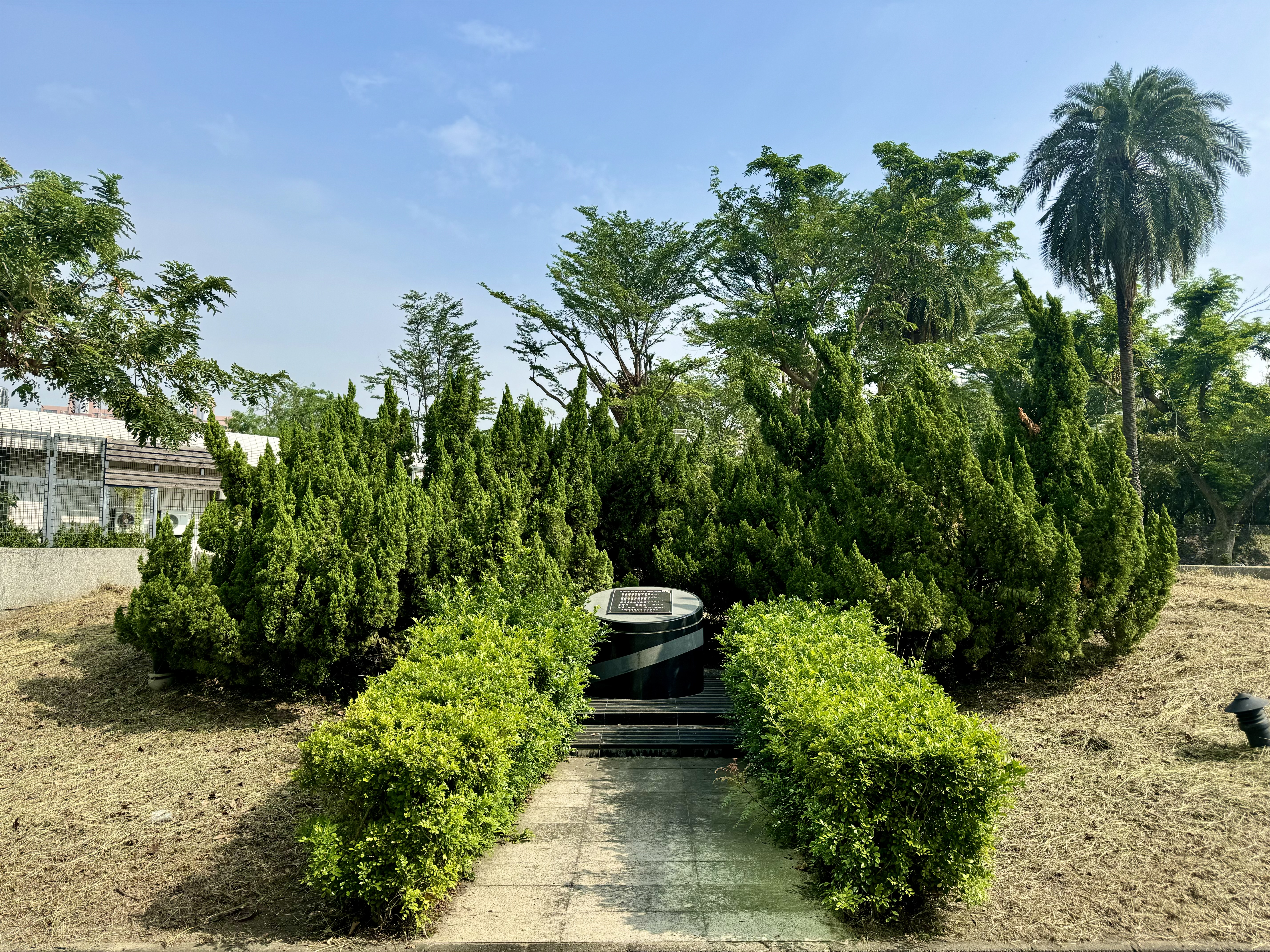
高雄捷運紅線工殤紀念碑遠景

高雄捷運工程首次重大死傷的工安事件為2003年9月5日，捷運紅線高雄國際機場站隧道工程施作時，臺車煞車失靈的意外。9月16日，高雄市政府勞工局勞工檢查所長吳坤海列席市議會建設審查委員會，說明此工安意外時多次強調，勞工檢查所工地現場檢查員只有5人，還連一台先進的照相機都沒錢買。2004年8月30日，針對高雄捷運接連發生工安事故，高雄捷運公司董事長陳振榮出面道歉。2005年1月18日，監察院通過糾正，指高雄捷運局未確實監督捷運工程品質與安全管理等，嚴重損害政府施政形象。
高雄捷運泰勞抗暴事件造成台灣政壇餘波盪漾，高雄捷運公司除委外管理泰籍勞工改為自辦外，也依法撫卹建立因高雄捷運而死的泰籍勞工、立工殤紀念碑。2008年4月2日，高市捷運局長李正彬、勞工局長吳清賓、高捷公司總經理范陳柏、泰國貿易經濟辦事處副處長林雅惠在勞工公園為高雄捷運紅線工殤紀念碑揭碑，以紀念興建紅線時罹難的本國籍王慶泉、黃鴻洲、張增川、黃海上、吳秀寶、泰國籍通邦、阿敦此7名工人。

## 殉職人員
| 罹難工人 | 罹難經過 |
| -------- | --- |
| 黃鴻洲   | 2003年9月15日下午，高雄機場站哈比3號工地，台車因煞車失靈而1死4重傷，其中施作環片的23歲勞工黃鴻洲遭撞死。                                   |
| 通邦     | 2004年7月26日上午，青埔站工地，39歲泰籍勞工通邦被突然掉落的圓柱鋼筋高架壓死。                                                              |
| 阿敦     | 2004年11月18日下午，橋頭鄉高雄捷運工地，2名泰籍勞工不慎從20公尺高掉落地面，1死1重傷。                                                      |
| 黃海上   | 2005年5月13日下午，凹子底站工地，53歲勞工黃海上在穿堂層進行支撐型鋼螺栓拆卸操作時，因未先固定即拆卸螺栓，遭掉落的H型鋼擊中背部，送醫不治。 |
| 吳秀寶   | 2005年7月24日上午，中央公園站工地，55歲女勞工陳吳秀寶在拆除水平支撐架作業時墜落底板，急救無效。                                            |
| 王慶泉   | |
| 張增川   | |